# Ibrahim Touré
Ibrahim Touré, född 27 september 1985 i Bouaké, död 19 juni 2014 i Manchester, var en ivoriansk fotbollsspelare. Han var yngre bror till fotbollsspelarna Kolo Touré och Yaya Touré.
Han spelade bland annat för franska OGC Nice och Al-Hilal Club i Sudan. Under säsongen 2014 spelade han tio matcher för den libanesiska klubben Al-Safa.
Ibrahim Touré avled i cancer 2014.